# Leuweunggajah
Leuweunggajah is een bestuurslaag in het regentschap Cirebon van de provincie West-Java, Indonesië. Leuweunggajah telt 3413 inwoners (volkstelling 2010).